# Agostino Bonisoli
Agostino Bonisoli (* 1638 in Cremona; † 1707 ebendort) war ein italienischer Maler des Barock, der im 17. Jahrhundert tätig war.

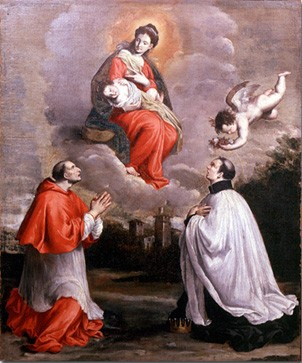
Carlo Borromeo (links) und Luigi Gonzaga beten zur Jungfrau Maria (1695), Museum von Mantua

## Biografie
Agostino war ein italienischer Maler des Barock, der hauptsächlich in Cremona tätig war.
Er war Schüler des Malers Giovanni Battista Tortiroli und arbeitete mit Luigi Miradori zusammen.
Robert De Longe (1646 – 1709) war einer seiner Schüler. Sein von historischen Themen inspirierter Stil und seine Porträts ähnelt denen von Paolo Veronese. Agostino Bonisoli wurde vom dritten Prinzen von Bozzolo (MN) Ferdinando Gonzaga (1643 – 1672) um 1670 an den Hof eingeladen und setzte seine Arbeit unter dem späteren Prinzen Gianfrancesco Gonzaga (1646 – 1703) fort. Er hielt die Akademia del Nudo bis zu seinem Tod durch Harnrentention im Jahr 1700 aktiv. In den Kirchen des Gebietes von Bozzolo sind viele seiner Werke erhalten geblieben. Sein größtes Werk wurde für die Kirche San Francesco in Cremona gemalt und zeigt einen Streit zwischen dem Heiligen Antonius und dem Tyrannen Ezzelino.

## Werke
- Leben des Heiligen Antonius, Kirche San Francesco, Cremona
- Carlo Borromeo und Luigi Gonzaga beten zur Jungfrau Maria (1695), Museo di Mantua
- Altarbild, Kirche Castelponzone, Ortsteil von Scandolara Ravara
- Die ersten franziskanischen Märtyrer: Verurteilung und Tötung, Treia, Pinacoteca Civica 1673.[2]